# Ciornîj, Manevîci
Ciornîj (în ucraineană Чорниж) este o comună în raionul Manevîci, regiunea Volînia, Ucraina, formată numai din satul de reședință.

## Demografie
Componența lingvistică a satului Ciornîj
     Ucraineană (99,63%)
     Alte limbi (0,37%)
Conform recensământului din 2001, majoritatea populației satului Ciornîj era vorbitoare de ucraineană (99,63%), existând în minoritate și vorbitori de alte limbi.